# O Grande Mentecapto (romance)
O Grande Mentecapto é um romance do escritor brasileiro Fernando Sabino publicado em 1979; narra as aventuras de Geraldo Viramundo, espécie de Dom Quixote de La Mancha brasileiro, que percorre Minas Gerais.
O início do livro mostra que Geraldo foi um menino como qualquer outro, tivera suas maluquices e peraltices, porém a história se desenvolve a partir das consequências de uma aposta entre Viramundo e seus amigos de que conseguiria fazer o trem parar em seu município, já que Rio Acima (a cidade do menino) não era originalmente ponto de sua parada. A narrativa apresenta diversas referências quixotescas, e de modo cômico e emocionante retrata como a vida pode surpreender quando menos se espera.
O livro foi adaptado ao cinema por Oswaldo Caldeira em 1989.